# Natalia Vorobiova
Natalia Vitalievna Vorobiova –en ruso, Наталья Витальевна Воробьёва– (Tulún, 27 de mayo de 1991) es una deportista rusa que compite en lucha libre.
Participó en dos Juegos Olímpicos de Verano, obteniendo una medalla de oro en Londres 2012 y una de plata en Río de Janeiro 2016. En los Juegos Europeos de Bakú 2015 obtuvo la medalla de oro en la categoría de 69 kg.
Ganó cuatro medallas en el Campeonato Mundial de Lucha entre los años 2013 y 2019, y cinco medallas en el Campeonato Europeo de Lucha entre los años 2012 y 2021.

## Palmarés internacional
| Juegos Olímpicos   | Juegos Olímpicos           | Juegos Olímpicos  | Juegos Olímpicos |
| Año                | Lugar                      | Medalla           | Categoría        |
| ------------------ | -------------------------- | ----------------- | ---------------- |
| 2012               | Londres (Reino Unido)      | Medalla de oro    | 72 kg            |
| 2016               | Río de Janeiro (Brasil)    | Medalla de plata  | 69 kg            |
| Campeonato Mundial |                            |                   |                  |
| Año                | Lugar                      | Medalla           | Categoría        |
| 2013               | Budapest (Hungría)         | Medalla de plata  | 72 kg            |
| 2014               | Taskent (Uzbekistán)       | Medalla de bronce | 69 kg            |
| 2015               | Las Vegas (Estados Unidos) | Medalla de oro    | 69 kg            |
| 2019               | Nursultán (Kazajistán)     | Medalla de oro    | 72 kg            |
| Juegos Europeos    |                            |                   |                  |
| Año                | Lugar                      | Medalla           | Categoría        |
| 2015               | Bakú (Azerbaiyán)          | Medalla de bronce | 69 kg            |
| Campeonato Europeo |                            |                   |                  |
| Año                | Lugar                      | Medalla           | Categoría        |
| 2012               | Belgrado (Serbia)          | Medalla de bronce | 72 kg            |
| 2013               | Tiflis (Georgia)           | Medalla de oro    | 72 kg            |
| 2014               | Vantaa (Finlandia)         | Medalla de oro    | 69 kg            |
| 2020               | Roma (Italia)              | Medalla de oro    | 72 kg            |
| 2021               | Varsovia (Polonia)         | Medalla de plata  | 76 kg            |